# African Archaeological Review
African Archaeological Review est une revue scientifique anglophone à comité de lecture spécialisée dans l'archéologie africaine. Sa parution est trimestrielle.

## Description
La revue couvre toutes les périodes archéologiques du continent africain, depuis l'émergence de l'Homme moderne jusqu'aux cultures africaines précoloniales, en passant par les diverses cultures archéologiques mises au jour sur le continent.

## Édition
La revue a été fondée en 1983 par l'archéologue américain Nicholas David (1937-2023). Bien que la périodicité soit généralement trimestrielle, il y a eu des années à parutions quadrimestrielles et semestrielles. La revue est éditée par le groupe Springer Science+Business Media.

## Direction éditoriale
Le directeur éditorial de la revue est depuis début 2024 J. Cameron Monroe, de l'université de Californie à Santa Cruz. Le site de la revue répertorie une vingtaine de chercheurs usuellement sollicités pour la relecture des articles soumis à publication.
L'archéologue et anthropologue nigérian Akinwumi Ogundiran (en), de l'université Northwestern, à Chicago, a été directeur éditorial de la revue de 2019 à fin 2023.